# بيث دكوري
بيث دكوري
مملكة بيث - دَكّوري : Beth- Dakkuri ومعناها باللغة الارامية بيت رجلي أو بيت زوجي , كان موقعُها في حَوض الفرات إلى الجنوب مِن مملكة بابل ، تمتدُّ مساحتُها مِن مدينة بورسيبا ( برس نمرود حالياً / جنوب الحلة ) من الشمال وحتى حدود مدينة أوروك ( الوركاء ) من الجنوب . تَعَرَّضت لحَملةٍ عسكرية من قبل الملك الآشوري آسرحدون ، تَمَّ فيها سَلبُها وأسرُ ملكِها شمش إبني.